# Gereš
Gereš (mađ. Geresdlak) je selo u južnoj Mađarskoj.
Zauzima površinu od 25,28 km četvornih.

## Zemljopisni položaj
Nalazi se na 46°6' sjeverne zemljopisne širine i 18°32' istočne zemljopisne dužine, sjeverozapadno od Mohača, jugozapadno od Mečeka. Maraza je 4 km južno, a Sur 4 km istočno.

## Upravna organizacija
Upravno pripada Mohačkoj mikroregiji u Baranjskoj županiji. Poštanski broj je 7733.

## Stanovništvo
U Gerešu živi 935 stanovnika (2002.).

## Vanjske poveznice
- (mađ.) Geresdlak Önkormányzatának honlapja
- (mađ.) Geresdlak a Vendégvárón[neaktivna poveznica]
- Gereš na fallingrain.com